# Beth Henley
Elizabeth Becker Henley, dite Beth, née à Jackson (Mississippi) le 8 mai 1952 , est une dramaturge et actrice américaine qui écrit principalement sur les problèmes des femmes et des familles du sud des États-Unis.

## Biographie
Nèe à Jackson (Mississippi) en 1952, de Charles Boyce, juge, et d'Elizabeth Josephine Henley, actrice, Beth Henley a trois sœurs.
Encore étudiante à la Murrah High School, elle écrit sa première pièce, Am I Blue, puis obtient son diplôme à l'Université méthodiste du Sud et à l'université de l'Illinois à Urbana-Champaign.
Elle a aussi écrit le scénario de nombreuses adaptations cinématographiques de ses pièces. Elle est connue pour sa façon d'entrelacer les tableaux comiques et sérieux dans ses pièces.
Sa pièce la plus célèbre, Crimes du cœur (1978), est la première qu'elle ait produite professionnellement. La première représentation s'est déroulée à l'Actors Theatre de Louisville, puis la pièce a été jouée au Manhattan Theatre Club à New York.
Grâce à cette pièce, Henley obtient le prix Pulitzer de l'œuvre théâtrale  (1981), ce qui fait d'elle la plus jeune lauréat de ce prix. Elle reçoit également le prix de la meilleure pièce américaine de l'année 1981, attribué par le New York Drama Critics' Circle.
Henley a également été nommée pour un Tony Award, et son adaptation pour le film du même nom de 1986 a été nommé pour l'Oscar du meilleur scénario adapté.